# Cartmeticup
Cartmeticup is een plaats in de regio Great Southern in West-Australië.
De plaats ligt 263 kilometer ten zuidoosten van de West-Australische hoofdstad Perth, 197 kilometer ten noorden van Albany en 14 kilometer ten noorden van het aan de Great Southern Highway gelegen Woodanilling.
Cartmeticup maakt deel uit van het lokale bestuursgebied (LGA) Shire of Woodanilling, een landbouwdistrict met Woodanilling als hoofdplaats. In 2021 telde Cartmeticup 57 inwoners.
De plaatsnaam zou zijn afgeleid van de Aboriginesnaam voor een in de streek gelegen bron.